# Germán Denis
Germán Gustavo Denis (ur. 10 września 1981 w Remedios de Escalada) – argentyński piłkarz występujący na pozycji napastnika. Od 2017 roku gra w Lanús.
Ze względu na pochodzenie przodków posiada również obywatelstwo włoskie.

## Kariera klubowa
Germán Denis zawodową karierę rozpoczął w 1997 w klubie ze swojego rodzinnego miasta – Club Atlético Talleres. Przez dwa sezony gry w trzeciej lidze rozegrał 33 ligowe pojedynki i strzelił 23 bramki. W 2000 podpisał kontrakt z Quilmes Atlético Club, w barwach którego zadebiutował w argentyńskiej ekstraklasie.
Następnie Denis przeniósł się do Los Andes Buenos Aires, dla którego w sezonie 2001/2002 w 22 meczach zdobył szesnaście goli. Dobra forma zaowocowała transferem do włoskiej drużyny AC Cesena, jednak przez półtora sezonu gry w Serie B Denis zanotował tylko trzy trafienia. Latem 2003 wychowanek Club Atlético Talleres powrócił do Argentyny i został zawodnikiem klubu Arsenal Sarandí Buenos Aires. Dwa lata później trafił do CA Colón, dla którego strzelił jedenaście bramek w 36 spotkaniach. W 2006 Denis przeszedł do CA Independiente. W debiutanckim sezonie w nowym zespole zdobył dziesięć goli, jednak w kolejnych rozgrywkach na listę strzelców wpisał się 27 razy. Argentyńczyk został najlepszym strzelcem turnieju Apertura 2008, a jego pozyskaniem zainteresowało się kilka europejskich drużyn.
27 czerwca za ponad sześć milionów funtów Denis odszedł ostatecznie do SSC Napoli. W nowym klubie zadebiutował w zwycięskim 10:0 sparingu z zespołem Jennersdorf, w którym uzyskał hat-tricka. Oficjalny debiut zaliczył natomiast 20 lipca w wygranym 1:0 meczu Pucharu Intertoto z Panioniosem GSS. 29 października w wygranym 3:0 spotkaniu Serie A przeciwko Regginie Calcio Denis strzelił wszystkie trzy bramki dla swojej drużyny kompletując tym samym hat-tricka.
17 sierpnia 2010 Denis na zasadzie współwłasności przeszedł do Udinese Calcio. W 2011 roku wypożyczono go do Atalanty BC.

## Kariera reprezentacyjna
Po raz pierwszy do reprezentacji Argentyny Denis został powołany na spotkania eliminacyjne do Mistrzostw Świata 2010 przeciwko Chile i Wenezueli. Zadebiutował w zwycięskim 2:0 pojedynku z Wenezuelą, który został rozegrany 16 października 2007. W 80. minucie zastąpił wówczas Carlosa Téveza.